# Найт, Уэйн
Уэйн Элиот Найт (англ. Wayne Eliot Knight, род. 7 августа 1955, Нью-Йорк, США) — американский актёр кино и телевидения. Наиболее известен благодаря исполнению роли Ньюмана в американском телевизионном сериале «Сайнфелд» и своему участию в таких картинах, как «Космический джем», «Парк юрского периода», «Крысиные бега» и «Основной инстинкт». Номинант на премию «Сатурн» в категории «Лучший актер второго плана».

## Биография
Найт родился в Нью-Йорке, вырос в Картерсвилле, Джорджия. В 1972 году поступил в Университет Джорджии, однако вскоре оставил учёбу ради продолжения карьеры в театре Бартер, штат Вирджиния. Вскоре он возвратился в Нью-Йорк, где в 23-летнем возрасте (в 1979 году) дебютировал на Бродвее в комедии «Близнецы».
Найт известен как исполнитель роли Ньюмана, одного из ведущих персонажей в американском ситкоме «Сайнфелд». Также в качестве одного из детективов он присутствовал в известной сцене допроса героини Шэрон Стоун в фильме «Основной инстинкт». В «Парке Юрского периода» актёр создал образ антагониста Денниса Недри — программиста, предпринявшего попытку похищения эмбрионов динозавров. Помимо этого, в 1990-е годы Найт снялся в таких фильмах, как «Джон Ф. Кеннеди. Выстрелы в Далласе», «За что стоит умереть», «Космический джем» и других. Проявил он себя и как актёр озвучивания: его голосом говорит Мистер Билк из мультсериала «Цап-царап», Эл Маквигин из «Истории игрушек 2», слон Тантор из «Тарзана». Найт не оставлял выступления и на Бродвее: в 2005 году он появился в новой версии классического мюзикла «Милая Чарити» с Кристиной Эпплгейт в главной роли.
С 1996 по 2003 год был женат на Пауле Сутор. Страдая от избыточного веса, актёр некоторое время соблюдал диету и выполнял ряд специальных упражнений, благодаря чему смог сбросить 53 килограмма.

## Избранная фильмография
| Год          |    | Русское название                                        | Оригинальное название                                | Роль                             |
| ------------ | -- | ------------------------------------------------------- | ---------------------------------------------------- | -------------------------------- |
| 1987         | ф  | Грязные танцы                                           | Dirty Dancing                                        | Стэн                             |
| 1989—1998    | с  | Сайнфелд                                                | Seinfeld                                             | Ньюман                           |
| 1991         | ф  | Умереть заново                                          | Dead Again                                           | Пит Дагэн                        |
| 1991         | ф  | Джон Ф. Кеннеди. Выстрелы в Далласе                     | JFK                                                  | Нума Бертел                      |
| 1992         | ф  | Основной инстинкт                                       | Basic Instinct                                       | Джон Коррели                     |
| 1993         | ф  | Парк Юрского периода                                    | Jurassic Park                                        | Деннис Недри                     |
| 1995         | ф  | За что стоит умереть                                    | To Die for                                           | Эд Грант                         |
| 1996         | ф  | Космический джем                                        | Space Jam                                            | Стэн Подолак                     |
| 1996—2001    | с  | Третья планета от Солнца                                | 3rd Rock from the Sun                                | Офицер Дон Лесли Орвилл          |
| 1997         | ф  | И в бедности и в богатстве                              | For Richer or Poorer                                 | Боб Лачман                       |
| 1999         | мф | Тарзан                                                  | Tarzan                                               | Тантор                           |
| 1999         | мф | История игрушек 2                                       | Toy Story 2                                          | Эл Маквигин                      |
| 2000         | мф | Базз Лайтер из звёздной команды: приключения начинаются | Buzz Lightyear of Star Command: The Adventure Begins | Император Зург                   |
| 2001         | ф  | Крысиные бега                                           | Rat Race                                             | Зак Малоззи                      |
| 2005—2007    | мс | Цап-царап                                               | Catscratch                                           | Мистер Блик                      |
| 2008         | ф  | Каратель: Территория войны                              | Punisher: War Zone                                   | Микро                            |
| 2011—2012    | с  | Бывшие                                                  | The Exes                                             | Хаскел Лутц                      |
| 2016         | ф  | Да здравствует Цезарь!                                  | Hail, Caesar!                                        | статист и коммунистический агент |
| 2019 — н. в. | с  | Харли Квинн                                             | Harley Quinn                                         | Освальд Кобблпот / Пингвин       |
| 2021         | мф | Дорога домой                                            | Back to the Outback                                  | Фил                              |
| 2024         | мф | Looney Tunes: Космическое вторжение                     | The Day the Earth Blew Up: A Looney Tunes Movie      | мэр                              |